# Заложники (фильм, 2017)
«Заложники» — российско-грузинский драматический фильм режиссёра Резо Гигинеишвили. Премьера в России — 21 сентября 2017 года. Фильм снят по мотивам реальных событий.
Фильм снят на грузинском языке, а главные роли в нем исполнили грузинские актеры.
Фильм был показан на Берлинском кинофестивале в рамках программы «Панорама», а на «Кинотавре» он удостоился двух наград — за лучшую режиссуру и лучшую операторскую работу.

## Сюжет
Действие фильма разворачивается в 1983 году в Грузии. В центре сюжета — компания из шести молодых людей и девушек из обеспеченных семей. Они запланировали угон самолёта, чтобы вырваться за «железный занавес».
Но все идет не по плану, и попытка угона оборачивается кровавой бойней, в которой террористы убивают 5 человек; 12 пассажиров остаются калеками, ещё 50 пассажиров рейса Ту-134 получают психологическую травму. Выжившие террористы-мужчины приговорены к высшей мере наказания.

## В ролях
| Актёр                   | Роль               |
| ----------------------- | ------------------ |
| Ираклий Квирикадзе      | Ника               |
| Тинатин Далакишвили     | Анна               |
| Гига Датиашвили         | Кока               |
| Гиорги Грдзелидзе       | Сандро             |
| Георгий Табидзе         | Ото                |
| Гиорги Хурцилава        | Лаша               |
| Вахтанг Чачанидзе       | Ираклий            |
| Екатерина Калатозишвили | Тамуна             |
| Бека Лемонджава         | Зурико             |
| Мераб Нинидзе           | отец Ники Леван    |
| Дареджан Харшиладзе     | мать Ники Нино     |
| Надежда Михалкова       | стюардесса Майя    |
| Мария Шалаева           | стюардесса Вера    |
| Автандил Махарадзе      | отец Сандро Шота   |
| Михаил Гомиашвили       | отец Зурико Тенгиз |

## Критика
Фильм провалился в прокате и был негативно встречен критикой.